# Anillo de fracciones
En álgebra conmutativa se denominan anillos de fracciones a unos objetos matemáticos que generalizan el concepto de cuerpo de fracciones. Dados un anillo conmutativo {\displaystyle A} y un subconjunto suyo no vacío que satisface ciertas condiciones -cuyos elementos llamaremos denominadores- se puede formar un anillo en el cual todos los denominadores tengan inverso multiplicativo. Este anillo, llamado anillo de fracciones de {\displaystyle A} es también conmutativo y además es unitario, aunque el propio {\displaystyle A} no lo sea.

## Construcción del anillo de fracciones de un anillo
Sea {\displaystyle A} un anillo conmutativo. Sea {\displaystyle {\mathcal {D}}\subset A} un subconjunto cualquiera que satisface las dos condiciones siguientes:
- no contiene al cero del anillo: {\displaystyle 0\notin {\mathcal {D}}}.
- es multiplicativamente cerrado:  {\displaystyle a,b\in {\mathcal {D}}\implies ab\in {\mathcal {D}}}.

Consideremos en  {\displaystyle A\times {\mathcal {D}}}  la relación binaria
{\displaystyle (a,s)\!\sim \!(b,t)\ \Leftrightarrow \ \exists u\!\in {\mathcal {D}}\ :\ u(at-sb)=0}.
Es fácil comprobar que  {\displaystyle \sim }  es una relación de equivalencia y, por tanto, puede considerarse el conjunto cociente {\displaystyle (A\times {\mathcal {D}})/\sim } que denotaremos por {\displaystyle {\mathcal {D}}^{-1}A\;}. Indicaremos por {\displaystyle a/s} o {\displaystyle {\tfrac {a}{s}}} a la clase del elemento {\displaystyle (a,s)}.
Las operaciones adición y producto dadas por
{\displaystyle {a \over s}+{b \over t}={at+bs \over st}}
{\displaystyle {a \over s}\cdot {b \over t}={ab \over st}}
están bien definidas y dotan a {\displaystyle {\mathcal {D}}^{-1}A} de una estructura de anillo conmutativo y unitario, que se denomina anillo de fracciones del anillo {\displaystyle A} respecto de {\displaystyle {\mathcal {D}}}: {\displaystyle (\ {\mathcal {D}}^{-1}A,+,\cdot )}.

## La inclusión naturalA→D−1A{\displaystyle A\to {\mathcal {D}}^{-1}A}
Dado un elemento fijo {\displaystyle d\in {\mathcal {D}}} cualquiera, podemos definir un homomorfismo de anillos dado por
{\displaystyle A\to {\mathcal {D}}^{-1}A\ :\ a\mapsto {\tfrac {ad}{d}}}.
La imagen {\displaystyle {\frac {d'd}{d}}} de cada denominador {\displaystyle d'\in {\mathcal {D}}} tiene un inverso multiplicativo {\displaystyle {\tfrac {d}{d'd}}} en  {\displaystyle {\mathcal {D}}^{-1}A}. 
No obstante, si el conjunto {\displaystyle {\mathcal {D}}} contiene divisores de cero, p.e. el elemento {\displaystyle d\in {\mathcal {D}}} siendo {\displaystyle bd=0}, tendríamos 
{\displaystyle b\mapsto {\frac {bd}{d}}={\frac {0}{d}}=0},
con lo que el homomorfismo anterior no sería inyectivo.
En caso contrario, si el conjunto {\displaystyle {\mathcal {D}}} no contiene divisores de cero, podemos embeber el anillo {\displaystyle A} de manera natural en el anillo de fracciones {\displaystyle {\mathcal {D}}^{-1}A}, que es de hecho el menor anillo que contiene a  {\displaystyle A}, salvo isomorfismo, en el que cada denominador {\displaystyle d\in {\mathcal {D}}} tiene inverso.
Cuando el conjunto {\displaystyle {\mathcal {D}}} contiene a todos los elementos que no son divisores de cero (y nada más) el anillo resultante se denomina anillo total de fracciones de {\displaystyle A}. Si {\displaystyle A} es un dominio de integridad, el anillo total de fracciones es el cuerpo de fracciones de {\displaystyle A}.